# Natronomonas
A Natronomonas a Halobacteriaceae családba tartozó archea nem. Az archeák – ősbaktériumok – egysejtű, sejtmag nélküli prokarióta szervezetek.

## Leírása
A Natronomonas pharaonis aerob, extrém haloalkalofil élőlény. Optimálisan 3,5 M nátrium-klorid koncentráció és 8,5-ös pH-érték mellett nő, azonban érzékeny a magas magnéziumkoncentrációra.
A Natronomonasnak, mint a Halobacteriaceae család többi tagjának, van egy eltérő fiziológiai jellemzője, mert nem csak a magas NaCl-koncentrációt igényli, de magas pH és alacsony Mg2+-koncentráció szükséges a növekedéséhez. Az aminosavakat általában szénforrásként használják. A többi alkalofillel ellentétben, melyek nátriumionokat használnak protonok helyett, mint összekötő iont a légzési lánc és az ATP-szintáz között, a Natronomonas protonokat használ összekötő ionként.
Nagyon lúgos környezetben fejlődik, ahol 11 körüli a pH-érték, mely az ammónia alacsony szintjét okozza a fémionok nehéz hozzáférése mellett. Valószínűleg nem NADH-t, hanem ferredoxint használ elektrondonorként mindhárom reduktív átalakításhoz. Ez nyilvánvaló a konzervált ferredoxin kötő maradványok N. pharaonis NirA fehérjén belüli előfordulása miatt, és a ferredoxin függését a nitrát és nitrit reduktázoktól a halofil Haloferax mediterraneiban.

## Genom szerkezete
A Natronomonas pharaonis genomja három kör alakú replikonból áll: egy kromoszómából, ami 2,595,221 bázispár hosszú, egy tipikus Halobacteria plazmidból ami 131-kb hosszú, és egy egyedülálló 23-kb hosszú multikópiás plazmidból. A kromoszómának magas a G+C tartalma (63,4%). A savas aminosavainak az aránya magas (átlagosan 19,3%), így alacsony az izoelektromos pontjuk (átlagosan pI 4.6). Ez tekinthető egy adaptív Halobacteria jellemzőnek, aminek ismert az alkalmazása egy stratégiában, amiben magas a belső sókoncentráció, azért hogy túléljen hipersós környezetben. Továbbá hiányoznak a genetikai kódjából a glikolitikus utakhoz kulcsfontosságú enzimek, ezért nem képes a cukrot hasznosítani. A genom analízise alapján az ammóniát három módon szerzi be: 1 az ammóniát közvetlenül veszi fel, 2 felvesz nitrátot, majd ammóniává redukálja, 3 karbamidból ureázzal ammóniát állít elő. Melyet a glutamátba épít be.

## Ökológia
N. pharaonis törzseket először Egyiptomi és Kenyai magas sótartalmú szóda tavakban izoláltak, amelyek pH értéke körülbelül 11 volt.

## Fordítás
Ez a szócikk részben vagy egészben  a   Natronomonas című angol Wikipédia-szócikk ezen változatának fordításán alapul.  Az eredeti cikk szerkesztőit annak laptörténete sorolja fel. Ez a jelzés csupán a megfogalmazás eredetét és a szerzői jogokat jelzi, nem szolgál a cikkben szereplő információk forrásmegjelöléseként.

### Tudományos folyóiratok
- Oren A (2000). „International Committee on Systematic Bacteriology Subcommittee on the taxonomy of Halobacteriaceae. Minutes of the meetings, 16 August 1999, Sydney, Australia”. Int. J. Syst. Evol. Microbiol. 50, 1405–1407. o. PMID 10843089.
- Kamekura M (1997). „Diversity of alkaliphilic halobacteria: proposals for transfer of Natronobacterium vacuolatum, Natronobacterium magadii, and Natronobacterium pharaonis to Halorubrum, Natrialba, and Natronomonas gen. nov., respectively, as Halorubrum vacuolatum comb. nov., Natrialba magadii comb. nov., and Natronomonas pharaonis comb. nov., respectively”. Int. J. Syst. Bacteriol. 47 (3), 853–857. o. DOI:10.1099/00207713-47-3-853. PMID 9226918.
- Biochemical characterization of the tandem HAMP domain from Natronomonas pharaonis as an intraprotein signal transducer. FEBS Journal . FEBS Journal. (Hozzáférés: 2014. november 11.)

### Tudományos könyvek
- Gibbons, NE.szerk.: RE Buchanan and NE Gibbons, eds.: Family V. Halobacteriaceae fam. nov., Bergey's Manual of Determinative Bacteriology, 8th, Baltimore: The Williams & Wilkins Co. (1974. március 20.)

### Tudományos adatbázisok
- Natronomonas PubMed hivatkozásai
- Natronomonas PubMed Central hivatkozásai
- Natronomonas Google Scholar hivatkozásai